# Archieparchia tallińska (Estoński Apostolski Kościół Prawosławny)
Archieparchia tallińska – jedna z trzech eparchii Estońskiego Apostolskiego Kościoła Prawosławnego, z siedzibą w Tallinnie.
Ordynariuszem administratury jest zwierzchnik Kościoła, metropolita Tallinna i całej Estonii Stefan (Charalambides), natomiast katedrą – sobór Świętych Symeona i Anny w Tallinnie.

## Dekanaty
W skład archieparchii wchodzą cztery dekanaty:
- talliński (4 parafie)
- centralny (6 parafii)
- południowy (8 parafii)
- zachodni (4 parafie)